# 華卡里活
華卡里活，也稱為拉蒙電影製作公司（英語：Ramon Film Productions），是一家位於烏干達首都坎帕拉的貧民窟瓦卡里加的電影製片廠。它的創始人是艾薩克·戈弗雷·傑佛瑞·納布瓦納。

## 著名作品
- 《誰殺了亞歷克斯隊長？（英语：Who Killed Captain Alex?）》
- 《Bad Black》

## 外部連結
- 官方网站
- . 2017年9月5日 （中文（香港））.